# Racing de Ferrol
Racing de Ferrol ist ein spanischer Fußballverein, der in der galicischen Stadt Ferrol beheimatet ist. Er wurde 1917 gegründet und spielt ab 2023/24 wieder in der Segunda División.

## Geschichte
Racing de Ferrol erreichte 1952 die Aufstiegsrunde zur Primera División. Hier wurde Ferrol aber abgeschlagen letzter von sechs Teams. Zusätzlich war Ferrol insgesamt 32 Jahre in der Segunda División (zweithöchste spanische Spielklasse) vertreten.

Leistungen des Racing de Ferrol in der Liga 1929-heute

1929, 1938 und 1939 war Ferrol galicischer Landesmeister. 1924 und 1933 Vizemeister. Im spanischen Pokal (damals Trofeo de S.E. El Generalísimo genannt) schaffte man es 1939 sogar bis ins Finale, wo man allerdings 2:6 den FC Sevilla unterlag. Am Pokal 1939 konnten 13 Mannschaften ausschließlich aus der im spanischen Bürgerkrieg unter Francos Truppen stehenden nationalen Zone teilnehmen. Racing de Ferrol nahm teil, weil es der Fußballverein aus der Geburtsstadt des Generalísimo Francisco Franco war.

## Stadion
Das 1993 eröffnete Estadio Municipal de A Malata ist nach der gleichnamigen Bucht in der Ría von Ferrol benannt und bietet 12.043 Zuschauern Platz. Die Vereinsfarben sind weiß und grün, wobei das Trikot üblicherweise grün und die Hose weiß ist. Die alternative Auswärtskleidung ist gänzlich in schwarz gehalten.

## Bekannte ehemalige Spieler
- Ludovic Delporte
- Román Golobart
- Dramane Kamaté
- Alberto Méndez